# Шольц, Фридрих фон
Фридрих фон Шольц (нем. Friedrich von Scholtz; 24 марта 1851 — 30 апреля 1927) — германский военный деятель, генерал от артиллерии (1912). Участник Франко-прусской и Первой мировой войн. Во время Первой мировой войны командовал 20-м корпусом, 8-й армией и группой армий Шольца.

## Биография
Родился в 1851 году в Фленсбурге, военную карьеру качал в Регенсбурге. Служил в качестве рядового и офицер-кадета в артиллерийских подразделениях. Фридрих добровольцем участвовал во франко-прусской войне, после войны поступил в Военную академию в Потсдаме.
В 1872 году получил звание лейтенант, в 1874—1876 гг. учился в артиллерийской школе в Берлине. В 1901 году получает звание полковник. В 1908 году назначается командиром 21-й пехотной дивизии, а 1 октября 1912 года получает звание генерал от артиллерии и назначается командиром 20-го армейского корпуса. В боях 10-11 августа 1920 г. потерпел поражение при Орлау - Франкенау.
После начала Первой мировой войны во главе своего корпуса прибывает на Восточный фронт. Корпус Шольца участвует в сражениях при Танненберге и в боях под Лодзью.
26 мая 1915 года фон Шольц назначается командиром 8-й армии и направляется на Западный фронт в район Вердена. 22 апреля 1917 года Фридрих фон Шольц заменяет Отто фон Белова на посту командующего 11-й армией, находящейся на Салоникском фронте.
Шольц становится командующим группой армий Шольца (состоящей из 11-й германской и 1-й болгарской армий). Его группа армий практически полностью состояла из болгарских войск, поскольку практически все немецкие войска были выведены с Балкан. Фон Шольц командовал шестью болгарскими и одной германской дивизиями (однако в этой дивизии также практически все подразделения были болгарскими).
Шольц в ходе службы на Салоникском фронте сумел найти общий язык с болгарскими союзниками и заслужил у них высокую репутацию.
В сентябре 1918 году союзным войскам удалось прорвать оборону германо-болгарских войск на Салоникском фронте и 29 сентября 1918 года Болгария капитулировала. Фридрих фон Шольц был уволен из армий 24 января 1919 года после окончания Первой мировой войны. Умер в 1927 году.